# Courtonne-les-Deux-Églises
Courtonne-les-Deux-Églises és un municipi francès situat al departament de Calvados i a la regió de Normandia. L'any 2007 tenia 588 habitants.

## Demografia

### Població
El 2007 la població de fet de Courtonne-les-Deux-Églises era de 588 persones. Hi havia 226 famílies de les quals 56 eren unipersonals (28 homes vivint sols i 28 dones vivint soles), 69 parelles sense fills, 93 parelles amb fills i 8 famílies monoparentals amb fills.
La població ha evolucionat segons el següent gràfic:
Habitants censats

### Habitatges
El 2007 hi havia 320 habitatges, 232 eren l'habitatge principal de la família, 76 eren segones residències i 12 estaven desocupats. 304 eren cases i 7 eren apartaments. Dels 232 habitatges principals, 198 estaven ocupats pels seus propietaris, 25 estaven llogats i ocupats pels llogaters i 8 estaven cedits a títol gratuït; 2 tenien una cambra, 16 en tenien dues, 26 en tenien tres, 66 en tenien quatre i 121 en tenien cinc o més. 147 habitatges disposaven pel capbaix d'una plaça de pàrquing. A 106 habitatges hi havia un automòbil i a 108 n'hi havia dos o més.

### Piràmide de població
La piràmide de població per edats i sexe el 2009 era:
| Homes | Edats   | Dones |
| ----- | ------- | ----- |
| 0     | 95 o +  | 0     |
| 0     | 90 a 94 | 0     |
| 4     | 85 a 89 | 0     |
| 4     | 80 a 84 | 0     |
| 0     | 75 a 79 | 16    |
| 8     | 70 a 74 | 8     |
| 28    | 65 a 69 | 12    |
| 8     | 60 a 64 | 4     |
| 16    | 55 a 59 | 20    |
| 8     | 50 a 54 | 16    |
| 28    | 45 a 49 | 16    |
| 24    | 40 a 44 | 24    |
| 24    | 35 a 39 | 16    |
| 8     | 30 a 34 | 24    |
| 16    | 25 a 29 | 4     |
| 16    | 20 a 24 | 12    |
| 24    | 15 a 19 | 20    |
| 28    | 10 a 14 | 16    |
| 12    | 5 a 9   | 20    |
| 0     | 0 a 4   | 8     |

## Economia
El 2007 la població en edat de treballar era de 386 persones, 274 eren actives i 112 eren inactives. De les 274 persones actives 242 estaven ocupades (139 homes i 103 dones) i 32 estaven aturades (19 homes i 13 dones). De les 112 persones inactives 41 estaven jubilades, 40 estaven estudiant i 31 estaven classificades com a «altres inactius».

### Ingressos
El 2009 a Courtonne-les-Deux-Églises hi havia 242 unitats fiscals que integraven 632 persones, la mediana anual d'ingressos fiscals per persona era de 16.221 €.

### Activitats econòmiques
Dels 27 establiments que hi havia el 2007, 1 era d'una empresa extractiva, 1 d'una empresa de fabricació d'altres productes industrials, 9 d'empreses de construcció, 4 d'empreses de comerç i reparació d'automòbils, 1 d'una empresa d'hostatgeria i restauració, 1 d'una empresa d'informació i comunicació, 2 d'empreses financeres, 1 d'una empresa immobiliària i 7 d'empreses de serveis.
Dels 7 establiments de servei als particulars que hi havia el 2009, 1 era un taller de reparació d'automòbils i de material agrícola, 1 establiment de lloguer de cotxes, 3 paletes, 1 guixaire pintor i 1 electricista.
L'any 2000 a Courtonne-les-Deux-Églises hi havia 21 explotacions agrícoles que ocupaven un total de 576 hectàrees.

## Equipaments sanitaris i escolars
El 2009 hi havia una escola maternal integrada dins d'un grup escolar amb les comunes properes formant una escola dispersa.

## Poblacions més properes
El següent diagrama mostra les poblacions més properes.